# Lewotobi
Lewotobi je aktivní vulkanický komplex stratovulkánů ve východní části indonéského ostrova Flores. Tvoří ho dvě sopečná centra: aktivní Lewotobi Lakilaki (1 584 m) a Lewotobi Perempuan (1 703 m). Vzdálena jsou od sebe asi 2 kilometry. Předposlední sopečná erupce skončila na přelomu srpna a září 2003. Po dvaceti letech období klidu se sopka opět probudila 23. prosince 2023.
V listopadu 2024 došlo k výraznému zintenzivnění aktivity sopky, kdy se sopečné výbuchy různé síly objevovaly i několikrát denně.. Zároveň došlo k řadě silným paroxysmálním erupcí, které produkovaly několik set metrů vysoké lávové fontány, malé pyroklastické proudy a erupční sloupce dosahující výšky až 16 km. Dne 4. listopadu došlo k úmrtí 9 osob, když žhavý materiál (zřejmě z lávové fontány) začal padat do přilehlé obydlené oblasti, kde způsobil řadu požárů a poškodil více než 2 tisíce domů. Místní úřady proto evakuovaly více než 10 tisíc lidí, žijící v okruhu 20 km od sopky.

## Galerie

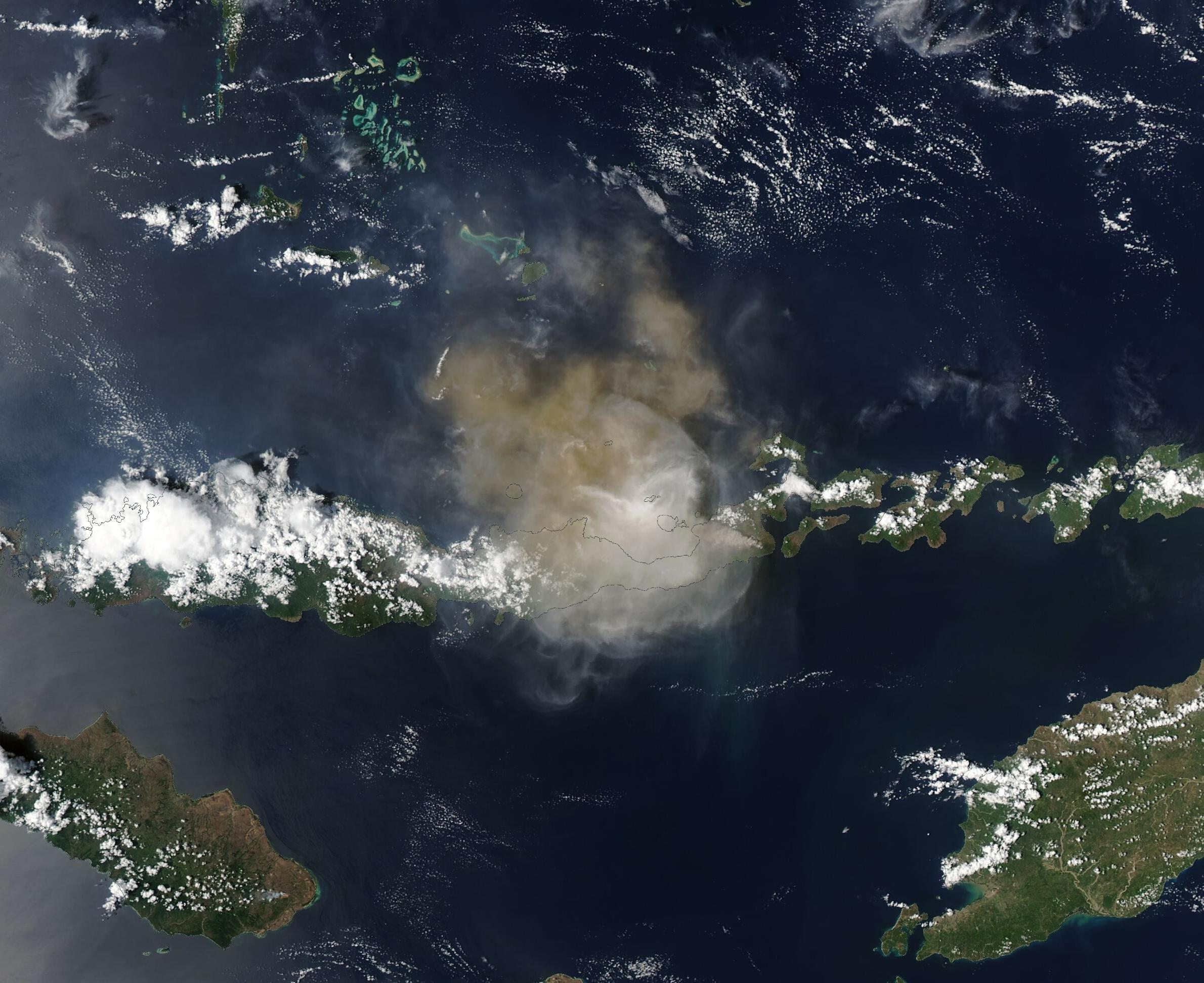
Satelitní snímek mračna popela (24. listopad 2024)